# Castellane (Marseille)
Pour les articles homonymes, voir Castellane (homonymie).
Castellane est un quartier du 6e arrondissement de Marseille organisé autour de la Place Castellane où convergent la rue de Rome, l'avenue du Prado et le boulevard Baille. Il est desservi par une ligne de tramway, deux lignes de métro et une dizaine de lignes de bus.
C'est l'un des 111 quartiers issu du découpage administratif de Marseille du 18 octobre 1946, décret no 46-2285,.